# La zona d'interès (llibre)
|  | Aquest article tracta sobre el llibre de 2014 escrit per Martin Amis. Si cerqueu altres significats, vegeu «La zona d'interès». |

La zona d'interès (en anglès: The Zone of Interest) és la catorzena novel·la de l'autor anglès Martin Amis, publicada el 2014. Ambientada al camp de concentració d'Auschwitz, conta la història d'un oficial nazi que s'ha enamorat de l'esposa del comandant del camp. La història la conten tres narradors: Angelus Thomsen, l'oficial; Paul Doll, el comandant del camp; i Szmul Zacharias, un Sonderkommando jueu.

## Argument
En “Golo” Thomsen, un jove oficial d'enllaç de les Schutzstaffel (SS), nebot del jerarca nazi Martin Bormann, que ha de muntar una fàbrica amb mà d'obra esclava per a IG Farben. La novel·la comença a l'agost de 1942, quan Thomsen veu per primera vegada Hannah Doll, l'esposa de Paul Doll, el comandant del camp (una versió fictícia de Rudolf Höss). Ell se sent immediatament intrigat i inicia algunes trobades amb ella. Amb el temps, la seva relació es torna més íntima, encara que segueix sense consumar-se. Malgrat els seus intents de discreció, Paul Doll sospita de les trobades. Per sortir de dubtes, fa que un dels presoners del camp segueixi la seva esposa i l'informa que efectivament han fet dos intercanvis de cartes. Mentre espia Hannah en el bany (com fa habitualment), Paul l'observa llegir la carta de Thomsen en secret i amb bastant entusiasme, abans de destruir-la. A partir d'aquell moment, la seva esposa el menysprea cada vegada més, se'n burla brutalment en privat i l'avergonyeix en públic. Paul decideix encomanar a Szmul, un membre del Sonderkommando des de fa molt temps, l'assassinat de la seva esposa. Ho fa amenaçant amb capturar l'esposa de Szmul, Shulamith. L'assassinat està previst que tingui lloc el 30 d'abril de 1943, durant la Nit de Walpurgis.
obra
Després, la narració salta uns anys fins al final de la història. Al setembre de 1948, Thomsen intenta trobar Hannah, que ha desaparegut. La troba a Rosenheim, on va conèixer el seu marit. Li conta el que va succeir durant la Nit de Walpurgis: en el moment en què se suposava que Szmul assassinaria Hannah, es va apuntar amb l'arma a si mateix i li va revelar la veritat. Després, Paul Doll li va disparar abans que pogués suïcidar-se. Thomsen pregunta a Hannah si podrien tornar-se a veure. Ella li diu que mentre que en el camp de concentració ell representava per a ella el que era sa i decent, fora del camp simplement li recordava la bogeria de la seva vida passada. Desanimat, ell torna a Múnic però deixant la possibilitat d'un "fins aviat".

## Estructura i temes
La novel·la es divideix en sis capítols i un epíleg. Cadascun dels sis capítols es divideix en tres seccions: la primera està narrada per Thomsen, la segona per Paul Doll i la tercera per Szmul. L'epíleg, denominat El que va venir després, també es divideix en tres seccions, totes elles narrades per Thomsen, i cadascuna d'elles dedicada a una dona diferent: primer a l'Esther, després a la Gerda Bormann i finalment a la Hannah Doll.
Els estils i modals dels tres narradors varien àmpliament. Thomsen és el protagonista de la novel·la, majorment indiferent als crims del camp fins que s'enamora de Hannah Doll. La seva narració és la més raonable de les tres. L'estil de Paul Doll és més excèntric i delirant que el de Thomsen. Està gelosament dedicat a l'esforç nazi del genocidi i mostra una aterridora apatia davant els horrors del camp de concentració. La seva creixent inestabilitat es magnifica quan, durant les seves cavil·lacions, insisteix que és un home perfectament normal i que actua com el faria qualsevol altre home. A mesura que la derrota alemanya es torna imminent i afecta la moral de tots els que ho envolten, Doll fa una avaluació absurdament distant de les conseqüències de la guerra. Dels tres, Szmul és el més fosc i la seva narració serveix com un petit epíleg per a cada capítol. El seu to és sepulcral i la major part dels seus pensaments consisteixen en reflexions incrèdules sobre les seves accions.

## Antecedents
Ja abans, a la novel·la La fletxa del temps o la naturalesa de l'ofensa (1991), Amis havia abordat el tema de l'Holocaust. La novel·la relata la vida d'un metge alemany a Auschwitz en cronologia inversa.
En una entrevista al periòdic Frankfurter Rundschau, Amis va proporcionar informacions sobre la motivació que havia donat lloc a la novel·la: "Primer, permetin-me deixar clar que no em vaig asseure amb la intenció d'escriure una novel·la sobre l'Holocaust o Auschwitz. Com tots els meus llibres, La zona d'interès va començar amb una inspiració: un home coneix a una dona en un entorn aparentment inofensiu i s'enamora d'ella a primera vista. Llavors entren en escena tres forques, i el lloc resulta ser un que en realitat fa impossible la idea de l'amor [...]. Les novel·les sobre l'Holocaust sovint no ho són. Moltes s'assemblen més a meditacions sobre l'Holocaust o Auschwitz. La majoria d'ells manquen de disciplina narrativa. Volia escriure alguna cosa que tingués suspens i elements recurrents, alguna cosa que formés una unitat temàtica i que s'acostés més a la meva idea de novel·la".

## Recepció
Les crítiques als països de parla anglesa van ser en gran manera positives, i alguns la van nomenar la millor novel·la d'Amis en 25 anys, des de la molt aclamada London Fields.
Joyce Carol Oates, escrivint per a The New Yorker, va descriure la novel·la com «un compendi d'epifanies, aparts consternats, anècdotes i història radicalment condensada", amb Amis «en la seva forma més convincent com un viviseccionista satíric amb una mirada freda i un bisturí indestructible». Un crític del The Washington Post va elogiar el singular talent d'Amis per a les paraules i la narració del personatge Paul Doll com «una actuació còmica magistral». Les crítiques negatives al llibre van esmentar la seva trama anticlimàtica i el seu erotisme obertament fora de lloc. L'escriptor i periodista Alex Preston, de The Guardian, la va definir com a «una novel·la destinada a perdurar».
La novel·la va rebre un acolliment reticent per part de la crítica alemanya. Això es va deure en part a la qüestió de si una història sobre l'amor d'un Obersturmführer de les SS amb l'esposa del comandant del camp d'Auschwitz pot dir-nos alguna cosa nova sobre el lloc més fosc de tots, o tal vegada hagi de ser vista simplement com a obscena.
Jens Jessen, del Die Zeit, considera que si bé l'empatia amb la perspectiva dels perpetradors pot ser interessant des d'un punt de vista literari, la posada en escena d'un amor tràgic entre ells, per als quals Auschwitz es converteix en una destinació bastant inofensiva, és simplement absurda.
Hans-Jost Weyandt, del Der Spiegel, indica que es tracta d'«una novel·la d'entreteniment paròdica i exagerada [...]. Que no fuig del kitsch i la pallassada, que busca la rematada crua i la caricatura basta [...]. No es tracta d'un sacrilegi literari, sinó més aviat d'un exemple que mostra els límits de l'art de representació d'Amis. Aquest joc de coqueteig amb l'ofensiu, practicat amb èxit per Amis en el món anglosaxó [...]. És el text d'un autor que va acumular una gran quantitat de coneixements i especulacions mentre tractava sobre Auschwitz […] però no va aconseguir trobar una postura narrativa».
Judith von Sternbur, del Frankfurter Rundschau, va registrar alguns moments satíricament brillants, on Amis «es burla» hàbilment de la ideologia del Tercer Reich. D'altra banda, la trama li va semblar massa lenta, el dibuix dels personatges superficial i el que no hauria de trivialitzar-se s'exposa i es construeix d'una forma massa inofensiva, fins i tot sense control.

## Premis i honors
- Premi Walter Scott 2015, preseleccionada[13]
- Premi al millor llibre estranger 2015[14]

## Adaptació cinematogràfica
El director i guionista Jonathan Glazer va adaptar lliurement el llibre a un llargmetratge amb el títol homònim que es va estrenar en 2023. La pel·lícula va guanyar premis en nombrosos festivals, inclòs el Gran Premi de Canes.